# Höhlenmensch
Ein Höhlenmensch ist der Bewohner einer Höhle oder eines Abri. Das Wort war insbesondere im 19. Jahrhundert als Synonym für die Urmenschen gebräuchlich.

## Begriffsgeschichte
Die Bezeichnung Höhlenmensch basiert – vergleichbar zum Beispiel mit der Bezeichnung Venusfigurinen für jungpaläolithische Frauenstatuetten – auf der Rezeption der Antike in der Neuzeit. In den Werken diverser antiker Autoren wurden Troglodyten (griech. τρωγλοδύτης „Höhlenbewohner“) beschrieben, unter anderem bei Herodot, Strabon und Hanno dem Seefahrer. Als Troglodyten werden auch die Bewohner im platonischen Höhlengleichnis bezeichnet.
Die Bezeichnung Troglodyten war besonders im Französischen als wertneutrales Synonym aller Höhlenbewohner geläufig. Die französische Troglodyten-Tradition geht maßgeblich auf die Persischen Briefe XI bis XIV von Charles de Secondat, Baron de Montesquieu (1689–1755) zurück, in denen er die dort beschriebenen Troglodyten als Ursprungszivilisation versteht. Wohnhöhlen sind in Südfrankreich sowohl aus vorgeschichtlichen Kulturen wie auch aus der jüngeren Geschichte bekannt, zum Beispiel im Tal der Vézère.
Im Deutschen tritt die Bezeichnung Höhlenmensch in der zweiten Hälfte des 19. Jahrhunderts auf, wie in „Rulaman: Erzählung aus der Zeit des Höhlenmenschen und des Höhlenbären“ von David Friedrich Weinland (1878). Umgangssprachlich wurde das Wort Höhlenmensch im Deutschen oft abwertend als Bezeichnung einer „niederen“ kulturellen Evolutionsstufe verwendet. Im heutigen Sprachgebrauch ist jedoch eine wertneutrale Verwendung zu verzeichnen.

## Prähistorische Archäologie
In der seit etwa 1860 einsetzenden Paläolithforschung lag der Bezeichnung Höhlenmensch die aus Grabungen abgeleitete Tatsache zugrunde, dass die meisten altsteinzeitlichen Siedlungen in Höhlensedimenten sowie in Abris nachgewiesen wurden. 1899 wurde das Fossil Cro-Magnon I von Georges Vacher de Lapouge als Typusexemplar für die von ihm vorgeschlagene Art Homo spelaeus („Höhlenmensch“) benannt. Besonders die in der Höhle von Altamira und in anderen Höhlen um 1900 wissenschaftlich akzeptierten jungpaläolithischen Höhlenmalereien befestigten das Bild der Höhlen als Kultzentren. Das einseitige Bild vom höhlenbewohnenden Urmenschen wurde erst im 20. Jahrhundert relativiert, als mehr und mehr Freilandfundplätze der Altsteinzeit entdeckt wurden.
Eine typische Definition der zeitgeschichtlichen Vorstellung gab Ludwig Büchner im Jahre 1889: „Als nach Ablauf der Eiszeit die Wärme wieder zunahm, wurde der Höhlenmensch abgelöst durch den Menschen der neolithischen Zeit, der aus Asien kam und nie mehr ganz verdrängt wurde.“ Noch in den 1930er-Jahren wurde dem Höhlenmensch der mit der Neolithisierung folgende „Kulturmensch“ mit Tugenden wie Hausbau und Landwirtschaft gegenübergestellt. Als Wohnort wurden nicht nur Felshöhlen, sondern auch Erdhöhlen postuliert. Beim niederösterreichischen Fundplatz Langmannersdorf wurde noch im Jahre 1923 ein Grubenbefund als aurignacienzeitliche Erdhöhle interpretiert.

## Umgangssprache
Der Typus Höhlenmensch blieb auch nach dem Verschwinden aus archäologischer Fachliteratur fest verankert im Genre der „Fiction préhistorique“, den besonders in Frankreich beliebten Fantasyromanen und -filmen mit Handlungen aus urgeschichtlicher Zeit. Die US-amerikanische Filmkomödie Caveman – Der aus der Höhle kam (1981) bedient die daraus erwachsenen Klischees.
Umgangssprachlich wird die Bezeichnung Höhlenmensch bis heute auf Menschen mit archaischen bzw. ausgeprägt schlechten Umgangsformen angewandt. In Anlehnung daran ist zum Beispiel der Titel des Broadway-Monodramas Caveman zu verstehen. Der Begriff Man Cave bezeichnet einen höhlenartigen Rückzugsraum und spielt ebenfalls auf den Stereotyp des Höhlenmenschen an.